# Mirko Damjanović
Mirko Damjanović (* 9. Januar 1980) ist ein ehemaliger deutscher Basketballspieler montenegrinischer Abstammung.

## Werdegang
Der Sohn aus Montenegro stammender Eltern spielte als Jugendlicher Fußball, im Alter von 15 Jahren wechselte er zum Basketballsport. 2000 ging Damjanović vom SV Rot-Weiss Walldorf zum Zweitligisten TV 1862 Langen, spielte anfänglich auch noch in der Jugend und ab 2001 vornehmlich in der Herrenmannschaft. Den 2,04 Meter großen, auf den Positionen des Innenspielers sowie des Power Forwards eingesetzten Damjanović zeichnete Treffsicherheit beim Distanzwurf aus. Er gehörte bis 2004 der Langener Mannschaft in der 2. Basketball-Bundesliga an, in der Saison 2004/05 spielte er für den 1. FC Kaiserslautern, ebenfalls in der 2. Bundesliga. 2005 ging Damjanović nach Langen zurück.
2006 folgte der abermalige Wechsel nach Kaiserslautern. Bei der Mannschaft, die nach ihrer Ausgliederung aus dem 1. FC Kaiserslautern in die Kaiserslautern Braves und später die Saar-Pfalz Braves überging, stieg er zum Kapitän auf. Ab 2007 war Damjanović mit der Mannschaft nach der Neuordnung der 2. Bundesliga in der ProA vertreten und blieb ihr bis 2012 treu, als sich die Braves vom Spielbetrieb zurückzogen. Anschließend spielte er für den 1. FC Kaiserslautern in der 2. Regionalliga und ab 2014 in der 1. Regionalliga.